# Roy Davies (cầu thủ bóng đá, sinh năm 1953)
Roy Davies (sinh ngày 25 tháng 10 năm 1953 ở Ealing, Greater London) là một cầu thủ bóng đá người Anh thi đấu ở Football League, ở vị trí tiền vệ.